# Mosholu Parkway
Mosholu Parkway – stacja początkowa metra nowojorskiego, na linii 4. Znajduje się w dzielnicy Bronx, w Nowym Jorku i zlokalizowana jest pomiędzy stacjami Woodlawn i Bedford Park Boulevard – Lehman College. Została otwarta 15 kwietnia 1918.